# Мері Еверест Буль
Мері Еверест Буль (англ. Mary Everest Boole; 11 березня 1832, Віквор, Глостершир, Велика Британія — 17 травня 1916, Міддлсекс, Велика Британія) — британська математикиня-самоучка, відома своїми дидактичними роботами в галузі математики. Дружина математика Джорджа Буля, на честь якого була названа Булева алгебра.

## Біографія
Мері Еверест народилася в 1832 році у Вікворі у графстві Глостершир, Англія. Її батько, Томас Еверест, був англіканським священиком і великим прихильником гомеопатії. Після перенесеного грипу з важкими симптомами Томас і його сім'я відправилися до Франції, де займалися гомеопатичною терапією. У 1843 році повертаються назад у Віквор.
1850 року дядько Мері, відомий географ Джордж Еверест, познайомив її зі своїм близьким другом Джорджем Булем. На той час їй було 18, а у — 35. Після цього знайомства Мері та Джордж почали листуватися; частою темою їхніх листів була математика, до якої Мері виявляла великий інтерес. 1852 року Джордж приїхав у Віквор до Мері та став навчати її математики. У цей період він займався написанням своєї найважливішої роботи «Дослідження законів мислення, на яких ґрунтується математична теорія логіки та ймовірності», до якої також долучилася Мері. За п'ять років після смерті батька Мері вони з Джорджем одружилися. У них було п'ять дочок: Мері Еллен (1856), Маргарет (1858), Алісія (1860), Люсі Еверест (1862) та Етель Ліліан (1864). 1864 року Джордж помер. На той час п'ятій доньці виповнилося шість місяців. Коли вона овдовіла з п'ятьма дітьми, Мері було 32 роки.
Після смерті чоловіка Мері влаштувалася бібліотекаркою у нещодавно відкритому жіночому Квінс-Коледжі в Лондоні. Хоча коледж був призначений для жінок, усі професори були чоловіками, а жінкам дозволялося працювати лише асистентами.
Мері давала приватні уроки і стала відомою завдяки навчанню дітей математики за допомогою творчих методів.
Мері вважала себе математичним психологом, а своєю метою — зрозуміти, як діти та дорослі вивчають математику.
Мері Еверест цікавилася окультизмом і паранормальними явищами, а після публікації скандальної книги на цю тему втратила роботу в університеті.

## Науковий доробок
Найважливішими дидактичними роботами Мері Буль у галузі математики є «Підготовка дитини до науки» (1904) та «Алгебра — філософія та забава» (1909).